# Indraneil Das
Indraneil Das es un herpetólogo anglo-malasio nacido en 1964 en Calcuta.
Diplomado por la Universidad de Oxford, trabaja en el Institute of Biodiversity and Environmental Conservación de la Universiti Malaysia Sarawak.

## Taxones nombrados en su honor
- Adenomus dasi Manamendra-Arachchi & Pethiyagoda, 1998
- Cnemaspis indraneildasii (Bauer, 2002)
- Japalura dasi (Schleich & Kästle, 2002)

## Abreviatura (zoología)
La abreviatura Das  se emplea para indicar a Indraneil Das como autoridad en la descripción y taxonomía en zoología.